# Phalangogonia parilis
Phalangogonia parilis är en skalbaggsart som beskrevs av Bates 1888. Phalangogonia parilis ingår i släktet Phalangogonia och familjen Rutelidae. Inga underarter finns listade i Catalogue of Life.